# Comités de base
Les Comités de base, ou Cobas, sont des organisations syndicales autonomes apparues en Italie en 1986, initialement dans les secteurs de l’éducation et des transports, en dehors des confédérations syndicales (CGIL, CISL et UIL) et en opposition à elles. Ils pratiquent des formes d’action souvent non conventionnelles et rejettent une structure nationale hiérarchisée.